# Kurkkiorova
Kurkkiorova är ett naturreservat i Pajala kommun i Norrbottens län.
Området är naturskyddat sedan 2010 och är 4,4 kvadratkilometer stort. Reservatet omfattar åsar och våtmarker. Reservatet består av  gammal tallnaturskog och granurskog med partier av lövträd. 